# Drugi rząd Kazimierza Bartla
Drugi rząd Kazimierza Bartla funkcjonował od 8 czerwca 1926 do 24 września 1926.

## Skład rządu
- Prezes Rady Ministrów – Kazimierz Bartel (Klub Pracy)
- minister spraw wewnętrznych – Kazimierz Młodzianowski
- kierownik resortu spraw zagranicznych – August Zaleski
- minister spraw wojskowych – Józef Piłsudski
- minister sprawiedliwości – Wacław Makowski
- kierownik resortu wyznań religijnych i oświecenia publicznego – Józef Mikułowski-Pomorski
- minister skarbu – Czesław Klarner
- minister przemysłu i handlu – Eugeniusz Kwiatkowski
- kierownik resortu rolnictwa i dóbr państwowych – Józef Raczyński
- kierownik resortu reform rolnych – Józef Raczyński
- minister kolei żelaznych – Kazimierz Bartel (Klub Pracy)
- minister robót publicznych – Witold Broniewski
- minister pracy i opieki społecznej – Stanisław Jurkiewicz

### Zmiany w rządzie
14 czerwca 1926
- premier przekazał tekę ministra kolei żelaznych Pawłowi Romockiemu

20 czerwca 1926
- powołany został minister reform rolnych Witold Staniewicz

21 czerwca 1926
- powołany został minister rolnictwa i dóbr państwowych Aleksander Raczyński (Stronnictwo Chrześcijańsko-Narodowe)

25 czerwca 1926
- August Zaleski ministrem spraw zagranicznych

7 lipca 1926
- w miejsce Józefa Mikułowskiego-Pomorskiego powołany został Antoni Sujkowski